# NSB Type 72
NSB Type 72 oder BM 72 ist die Reihenbezeichnung norwegischer vierteiliger elektrischer Triebzüge für Norges Statsbaner. Diese bestehen aus den zwei Endwagenkästen BMa und BMb sowie den Mittelwagenkästen BC und BP. Die Wagenkästen einer Einheit sind mit Jakobs-Drehgestellen verbunden. Die Triebzüge wurden von Pininfarina entworfen und in Italien von AnsaldoBreda gebaut.

## Geschichte
Die gesamte Serie wurde am 26. September 1997 mit den ursprünglichen Lieferterminen 2001 und 2002 bestellt. NSB hatte zudem die Option, 40 weitere Triebzüge zu kaufen. Die ersten Einheiten wurden erst ab 2002 als Ersatz für die älteren BM 69 ausgeliefert und anfangs unter der Marke NSB Puls beworben. Nach der Anlieferung über den Hafen in Drammen wurden die ersten vier Züge im November 2002 auf der Jærbane in Betrieb genommen.
Bis 2004 war die Hälfte der Züge noch nicht in Betrieb. Probleme bei den Fahrzeugen waren Rost, eine zu hohe Masse und Unverträglichkeiten mit der Sicherungstechnik der Gardermobane, wo Signale vor den Zügen in Haltstellung fielen. Somit war ein Betrieb der Einheiten auf der damals einzigen Hochgeschwindigkeitsstrecke in Norwegen nicht möglich.
Am 27. März 2006 wurde die letzte Einheit an NSB ausgeliefert.

## Technische Daten
Die Einheiten sind vierteilige Gelenktriebwagen, die wegen der Jakobs-Drehgestelle nur in Werkstätten getrennt werden können. Nur die Drehgestelle an den Führerstandsenden sind Triebdrehgestelle. Die Wagen weisen größere Fenster als die Vorgängerbauarten auf, es gibt ein elektronisches Informationssystem, in dem die Fahrgäste auch die Außentemperatur ablesen können. Die Mittelwagen waren die ersten in Norwegen in Niederflurbauweise. In den Endwagen sind Bereiche für Inhaber von Zeitkarten reserviert.
Die Vielfachsteuerung ermöglicht das Kuppeln von drei Einheiten in einem Zug. Die Bahnsteige vieler norwegischer Bahnhöfe sind jedoch für mehr als zwei Einheiten zu kurz. Doppeleinheiten werden insbesondere während der Hauptverkehrszeiten häufig eingesetzt.
Die Einheiten 72-01 bis 72-12 und 72-31 sind mit Internetanschluss und einer Notbremsüberbrückung ausgerüstet. Es gibt nur einheitlich Sitzplätze der zweiten Klasse. In den Wagen sind Überwachungskameras vorhanden.
| Type | Fahrzeug    | Nummern     | Besonderes                                                        |
| ---- | ----------- | ----------- | ----------------------------------------------------------------- |
| BMa  | Endwagen    | 72001–72036 |                                                                   |
| BP   | Mittelwagen | 72701–77836 |                                                                   |
| BC   | Mittelwagen | 72801–72836 | Behindertentoilette mit geschlossenem System sowie Rollstuhlplatz |
| BMb  | Endwagen    | 72101–72136 |                                                                   |

## Einsatz
Die Züge sind für den Vorortverkehr konzipiert und werden im Umland von Oslo und auf der Jærbane zwischen Stavanger und Egersund eingesetzt.
Mit der Betriebsaufnahme des Trafikkpakke 1 Sør am 15. Dezember 2019 mietet das Unternehmen Go-Ahead Norge folgende elf Triebzüge für den Betrieb der Jærbane vom Fahrzeugvermieter Norske tog: 02, 05, 10, 14–17, 19, 22, 23 und 33.